# پوتوکوسی
پوتوکوسی (به اسپانیایی: Putucusi) یک عوارض جغرافیایی در پرو است که در منطقه کوسکو واقع شده‌است. پوتوکوسی ۲٬۵۶۰ متر بالاتر از سطح دریا واقع شده‌است.